# Vaumeilh
Vaumeilh település Franciaországban, Alpes-de-Haute-Provence megyében. Lakosainak száma 268 fő (2022. január 1.). Vaumeilh La Motte-du-Caire, Nibles, Sigoyer, Valernes és Le Poët községekkel határos.

## Népesség
A település népessége az elmúlt években az alábbi módon változott:
| Lakosok száma | 159  | 159  | 197  | 283  | 266  | 259  | 262  | 265  | 267  | 268  |
|               | 1968 | 1982 | 1999 | 2006 | 2011 | 2015 | 2017 | 2018 | 2020 | 2022 |